# Comuna Volodiivți, Bar
Volodiivți (în ucraineană Володіївці) este o comună în raionul Bar, regiunea Vinnița, Ucraina, formată din satele Zelene, Volodiivți (reședința) și Mareanivka.

## Demografie
Componența lingvistică a satului Volodiivți
     Ucraineană (98,87%)
     Rusă (1,13%)
Conform recensământului din 2001, majoritatea populației satului Volodiivți era vorbitoare de ucraineană (98,87%), existând în minoritate și vorbitori de rusă (1,13%).